# 코주캇타
코주캇타(말라얄람어: കൊഴുക്കട്ട) 또는 코주카타이(타밀어: கொழுகட்டை), 쿠두무(텔루구어: కుడుము)는 쌀가루로 만든 피에 코코넛, 재거리 또는 차카바라티를 갈아 넣은 인기 있는 남인도 만두이다. 코주캇타는 보통 달기는 하지만 때때로 고소한 속을 채울 수 있다. 비슷한 인도 요리로 모닥이 있다.
이 요리는 갈은 코코넛과 재거리 시럽을 섞어 쌀가루 만두 안에 넣고 만두를 쪄서 준비한다. 기, 카다멈, 잘게 간 구운 쌀가루 등을 넣어 속의 맛과 풍미를 높일 수 있다. 케랄라주에서는 쌀가루 대신 아타 밀가루와 코코넛을 갈아 만든 코주캇타의 변형이 일부 집단의 주요 아침 식사이다.

## 풍습
타밀나두주에서는 전통적으로 힌두교의 신 가네샤와 관련된 이 요리를 비나야카 차투르티를 기념하여 제물(나이브디아)로 준비한다. 케랄라주에서는 성 토마스 기독교인의 오샤나 일요일 기념행사와 널리 관련되어 있다. 또한 차나 커피와 함께 저녁 간식으로도 먹는다.
코주캇타는 스리랑카 타밀 공동체의 여러 출산 풍습에서 중요한 부분을 차지한다. 스리랑카 북부와 동부 지역에서는 아기의 건강한 치아 발달을 기원하며 이빨 모양으로 가장자리를 눌러 만든 만두를 아기의 머리에 부드럽게 떨어뜨리는 풍습이 있다.  스리랑카 동부 지역에서는 임신 후 약 4개월이 지난 임산부를 위해 여성 가족들이 '피파이 코주카타이'라는 작은 버전의 만두를 준비한다. 이 과자는 일반적으로 결혼식에서 “통통한” 건강과 다산의 상서로운 상징으로 교환된다.